# Dypsis procera
Espèce
Synonymes
- Dypsis longipes Jum.[1] [2]

Statut de conservation UICN

 VU B1ab(iii)+2ab(iii) : Vulnérable
Dypsis procera est une espèce de plantes de la famille des Arecaceae.

## Publication originale
- [Jumelle 1918] Henri Jumelle, « Les Dypsis de Madagascar », Annales du Musée colonial de Marseille, vol. 6 (série 3), no 1,‎ 1918, p. 21-38 (voir p. 33) (lire en ligne [sur biodiversitylibrary.org]).